# Třemblatský potok
Třemblatský potok je pravostranný přítok Zvánovického potoka v okrese Praha-východ. Pramení na půli cesty mezi Třemblatem a Struhařovem v poli u silnice. Několik ramen se zde stéká v potok, který pokračuje poli a loukami jihovýchodním směrem. Nad Zvánovicemi do něj přitéká jeden bezejmenný přítok zleva. Ve Zvánovicích protéká malým a větším rybníkem a pokračuje ve dvou ramenech nejprv na severovýchod, později se po průtoku dalším bezejmenným rybníkem stáčí na jihovýchod. Pokračuje v troubě, později v korytě. Pod rybníkem do něj přitéká zprava nepravidelná stružka a později jeden potok. U turistického rozcestníku červené a zelené cesty nazvané Pod Černými Voděrady se vlévá do Zvánovického potoka.

## Galerie

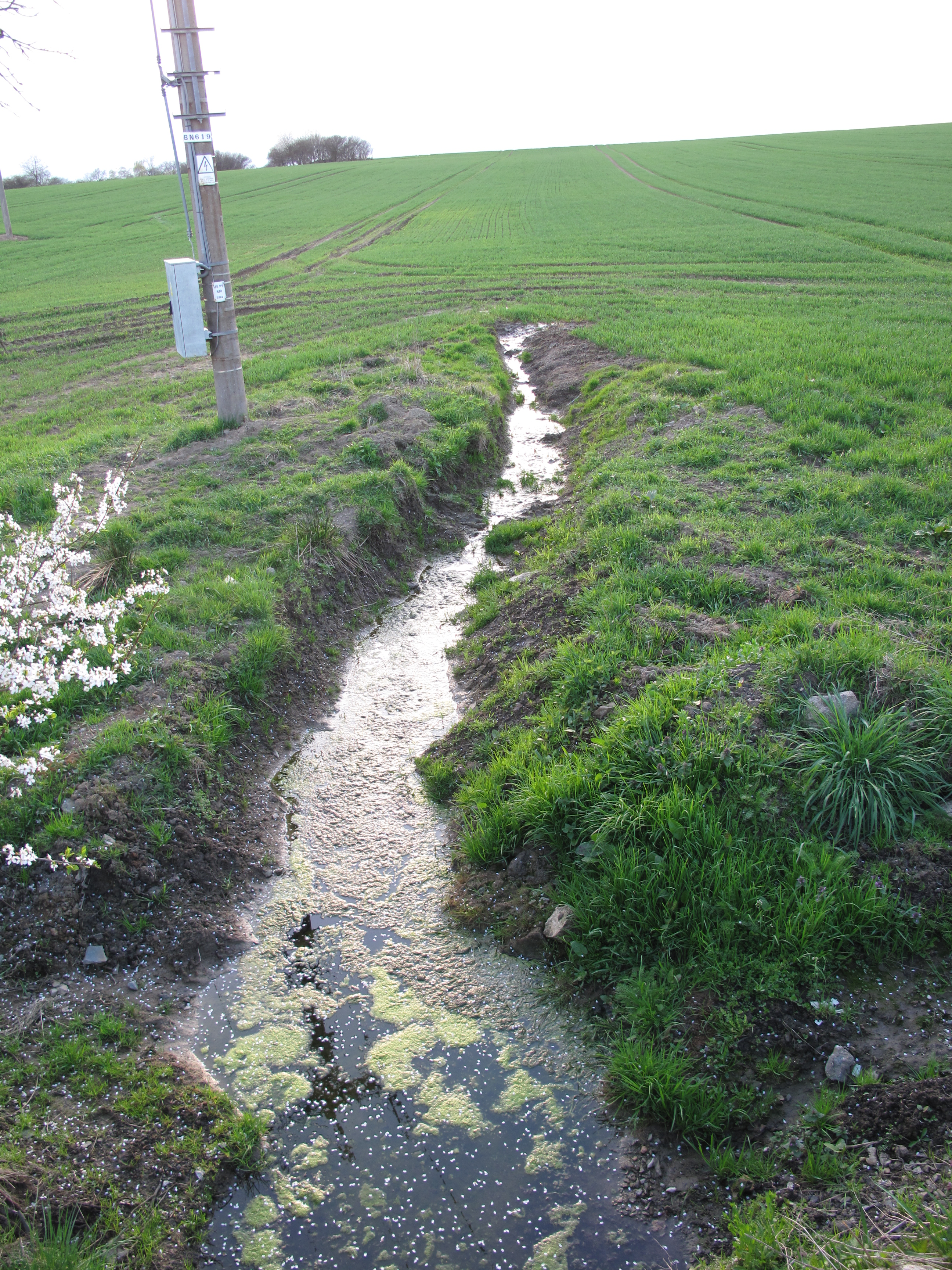
Pramen v poli
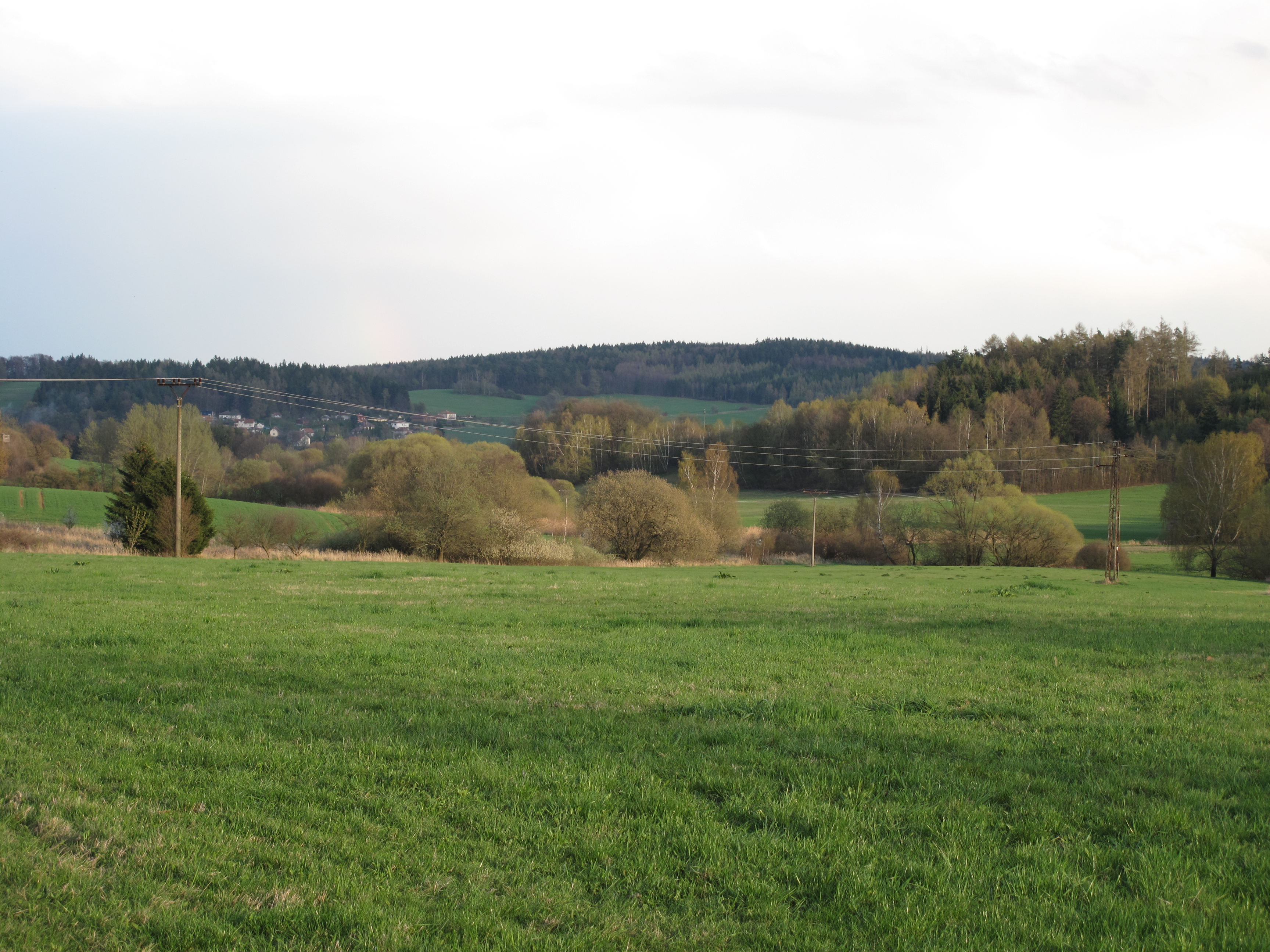
Soutok zdrojnic
- Pramen (video)